# Brand Highway
De Brand Highway verbindt de noordelijke buitenwijken van Perth, de hoofdstad van West-Australië, met de stad Geraldton in de regio Mid West. Samen met de North West Coastal Highway vormt ze de kustweg die West-Australië verbindt met het Noordelijk Territorium. De weg maakt deel uit van Highway 1, de ringweg rond Australië die de hoofdsteden van de deelstaten verbindt, en bestaat grotendeels uit een rijbaan met twee rijstroken.
Brand Highway werd in 1975 afgewerkt. In 1976 werd de weg officieel geopend door de toenmalige West-Australische premier Charles Court, die de weg naar zijn voorganger David Brand vernoemde. Brand Highway verving Midlands Road, de oudere weg tussen Perth en Dongara. 

## Geschiedenis
In 1926 werd de Main Roads Board van West-Australië opgericht. In twee jaar tijd werd het verantwoordelijk voor de hoofd- en ringwegen van West-Australië. Die worden sinds de Main Roads Act van 1930 "Main Roads" genoemd. De hoofdweg naar Geraldton splitste af van de Perth-Meekatharra-weg in Walebing nabij Moora en liep landinwaarts over Mingenew tot Dongara en vervolgens naar het noorden langs de kust tot Geraldton. In de jaren 1940 werd een nieuwe hoofdweg tussen Perth en Geraldton over Mogumber voorgesteld. De minister van openbare werken wees de voorgestelde weg af. Hij beschouwde de aanleg van parallelle wegen onhaalbaar vanwege het schaarse verkeer.
De West-Australische Nomenclature Advisory Committee stelde in oktober 1940 voor een nieuwe naam te geven aan de weg van Midland tot Geraldton en verder door naar het noorden, de Great Northern Highway. Tegen juni 1941 was het voorstel uitgebreid tot drie namen voor de hoofdwegen in het noorden van de staat: Great Northern Highway voor de weg van Midland Junction tot Wyndham, North West Coastal Highway voor de weg van Geraldton tot Port Hedland en De Grey, en Geraldton Highway voor de weg Walebing–Mingenew–Geraldton. De naam Geraldton Highway werd officieel erkend op 17 september 1943 en verving de voorheen gebruikte namen Choral Street, Yarma Street, Railway road, Midland Street, Railway Street en Irwin Road.
Ten gevolge de ontwikkeling van de streek tussen Perth en Geraldton werd in de jaren 1950 begonnen met het plannen en aanleggen van een wegennetwerk tussen Dongara en Gingin. Het was oorspronkelijk niet de bedoeling een Highway van de wegen te maken. De eerste studies voor de wegen begin jaren 1950 werden vanuit een licht vliegtuig gemaakt. Dit was een van de eerste keren dat die techniek in West-Australië werd toegepast. De bestemming van brede stroken kroonland en pastorale leases, tot wel 200 meter breed, werd aangepast. Op die manier konden er inheemse wilde bloemen groeien. De bloemen zorgen voor een aangenaam, esthetisch en interessant uitzicht en dienen bestuurdersvermoeidheid en tunnelvisie tegen te gaan. De weg werd ook veiliger door natuurlijke obstakels langs de weg te verwijderen en door struikgewas en wilde bloemen te vervangen.
In 1959 werd begonnen met de bouw van nieuwe wegen die uiteindelijk zouden gaan deel uit maken van de Brand Highway. De secties werden afgewerkt naarmate de behoefte zich voordeed en in 1975 was de nieuwe route tussen Perth en Geraldton klaar. De nieuwe route bekorte de afstand met 78 kilometer en kostte AU $4,2 miljoen. Op 14 februari 1975 werd de nieuwe weg officieel deel van de Geraldton Highway. De oude route via Moora werd The Midlands Road hernoemd. De nieuwe weg werd op 4 april te Eneabba door minister van vervoer Ray O'Connor officieel geopend. Een jaar later werd de weg Brand Highway naar David Brand, premier van West-Australië van 1959 tot 1971 en parlementslid voor het kiesdistrict Greenough van 1945 tot 1975, hernoemd. De naamsverandering van Geraldton Highway naar Brand Highway werd op 12 maart 1976 officieel gepubliceerd. Op 30 april 1976 leidde toenmalig premier Charles Court een officiële plechtigheid op een verzorgingsplaats met een toeristisch informatiebord en onthulde er een gedenkplaat ter herinnering aan de naamsverandering.
Het noordelijk einde van de Brand Highway werd opgewaardeerd als onderdeel van de eerste fase van het Geraldton Southern Transport Corridor, het grootste project in landelijk West-Australië uit het begin van de 21e eeuw. Het project, uitgevoerd tussen maart 2004 en december 2005, kostte $92,5 miljoen en hield de heraanleg van spoorwegen, de aanleg van overwegen en de bouw van 5 kilometer weg in. Het noordelijke eindpunt van de Brand Highway, de aansluiting op de North West Coastal Highway door middel van een rondpunt, werd vervangen door een verkeersknooppunt. Er werd een viaduct voor de Durlacher Street, over de North West Coastal Highway, gebouwd. De viaduct kreeg een dubbele rijbaan in de buurt van het verkeersknooppunt. De tweede fase van het project, uitgevoerd tussen december 2008 en december 2009, omvatte de aanleg van een enkele rijbaan die aansluiting geeft op de Geraldton–Mount Magnet Road, met een toegang tot de luchthaven van Geraldton.

## Routebeschrijving

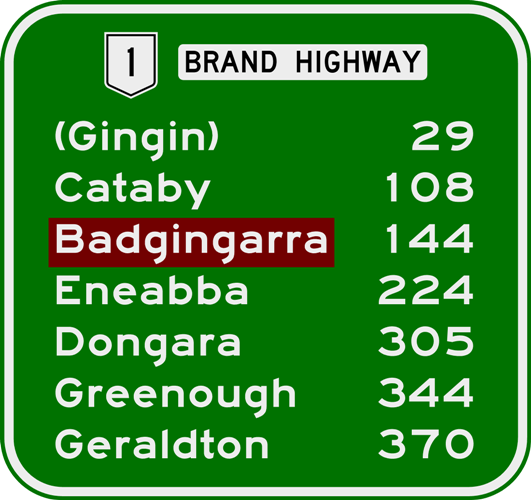

De Brand Highway begint in Muchea waar de weg samen met National Route 1 aftakt van de Great Northern Highway. De weg loopt door landbouwgebied, scrubland en langs verschillende dorpen waaronder Gingin, Badgingarra (en het nationaal park Badgingarra), Cataby, Eneabba, Dongara en Greenough. Na ongeveer 370 kilometer eindigt de Brand Highway in Geraldton. National Route 1 en het verkeer voor het noorden rijdt verder over de North West Coastal Highway richting Port Hedland. Het grootste deel van de Brand Highway bestaat uit een rijbaan met twee rijstroken en kent een maximumsnelheid van 110 km/u, behalve in de bebouwde kom waar de maximumsnelheid tussen 60 en 90 km/u ligt.
Main Roads Western Australia monitort het verkeer doorheen West-Australië en dus ook op verschillende punten langs de Brand Highway. In 2012/2013 varieerden de verkeersvolumes tussen 15.400 voertuigen per dag ten noorden van Olive Street nabij Geraldton en 1.470 voertuigen per dag ten zuiden van de Indian Ocean Drive. Het hoogste percentage vrachtauto's (36%) werd gemeten ten zuiden van Airfield Road, de toegangsweg tot de RAAF-basis van Gingin. Studies besteld door de Royal Automobile Club of Western Australia gaven de weg in 2006 en 2008 een veiligheidsscore van 3 op 5. Het gehele wegennetwerk behaalt gewoonlijk een score van 3 tot 4 op 5. In 2006 kreeg 10% van het wegennetwerk een score van 2 op 5 en in 2008 5%.

### Wheatbelt
Vanaf de Great Northern Highway nabij Muchea loopt de Brand Highway twee kilometer naar het westen en kruist de Midland-spoorweg. De weg buigt naar het noordwesten en loopt 22 kilometer parallel met de spoorweg, richting Gingin. De spoorweg loopt in noordelijk richting naar Gingin verder. Brand Highway buigt echter af naar het westen en loopt vervolgens door de regio Wheatbelt in noordwestelijk richting verder. Na 52 kilometer bereikt de weg de Roadhouse van het plaatsje Regans Ford. 40 kilometer verder buigt de weg voor 40 kilometer naar het noorden, langs het nationaal park Bandgingarra, tot in Bandgingarra. Vervolgens verlaat de weg de regio Wheatbelt en loopt in noordwestelijke richting door de regio Midwest.

### Midwest
74 kilometer na Bandgingarra bereikt Brand Highway Eneabba en nog eens 50 kilometer verder het noordelijke einde van de Indian Ocean Drive kustweg. Brand Highway loopt dan 24 kilometer verder, tot het einde van de Midlands Road, en vervolgens 6 kilometer in westelijke richting, tot in Dongara. Daarna volgt de weg de kust in noord en noordwestelijke richting. Na 35 kilometer wordt South Greenough bereikt. Vijf kilometer verder gaat de weg door Greenough en eindigt 22 kilometer later in Geraldton op een haarlemmermeeraansluiting met de North West Coastal Highway. De laatste 5 kilometer dient Brand Highway als verbindingsweg voor de zuidelijke buitenwijken van Geraldton waaronder Wandina, Tarcoola Beach, Mount Tarcoola en Mahomets Flats.

## Galerij

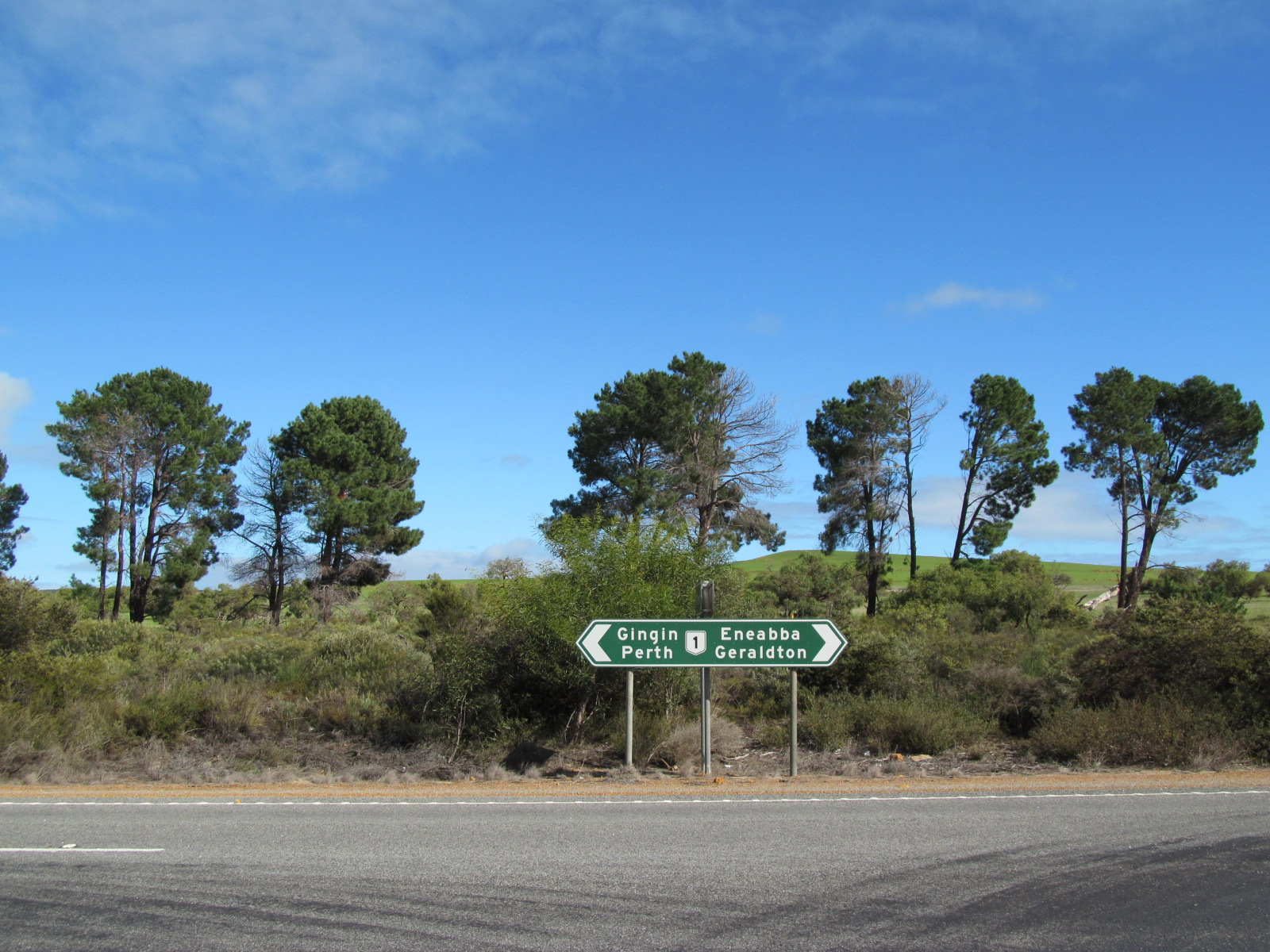
nabij Warradarge
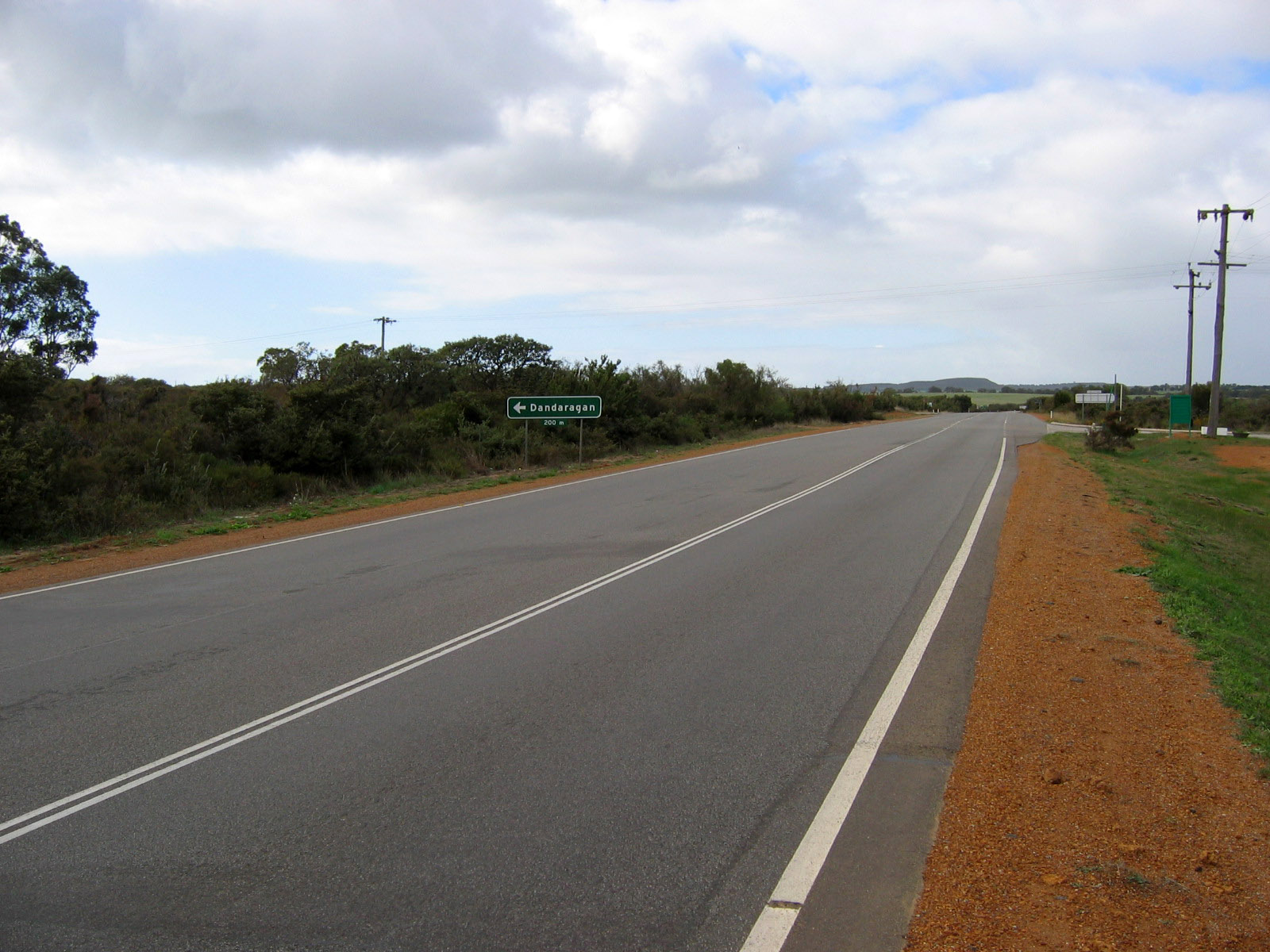
nabij Cataby
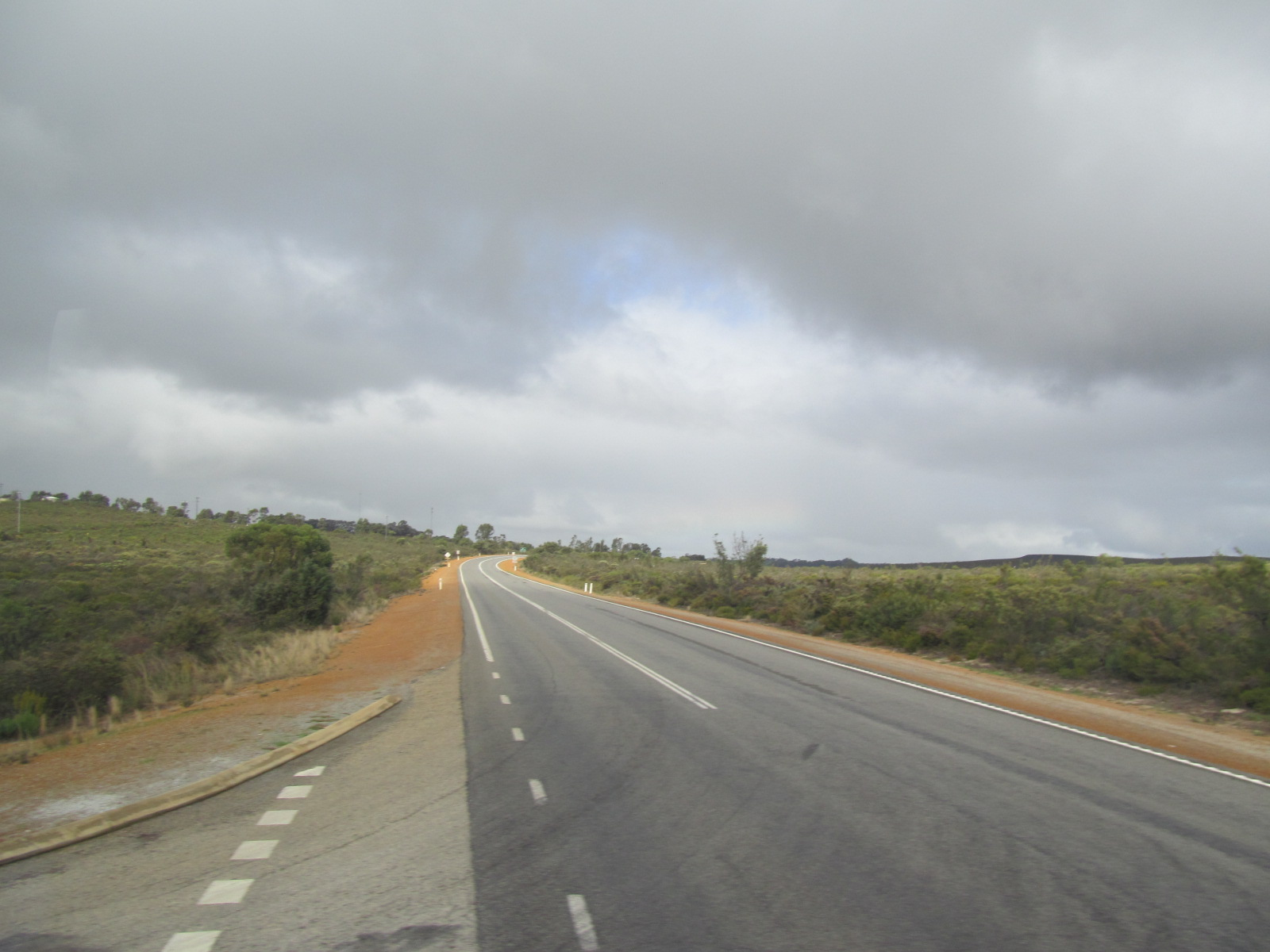
nabij Bandgingarra
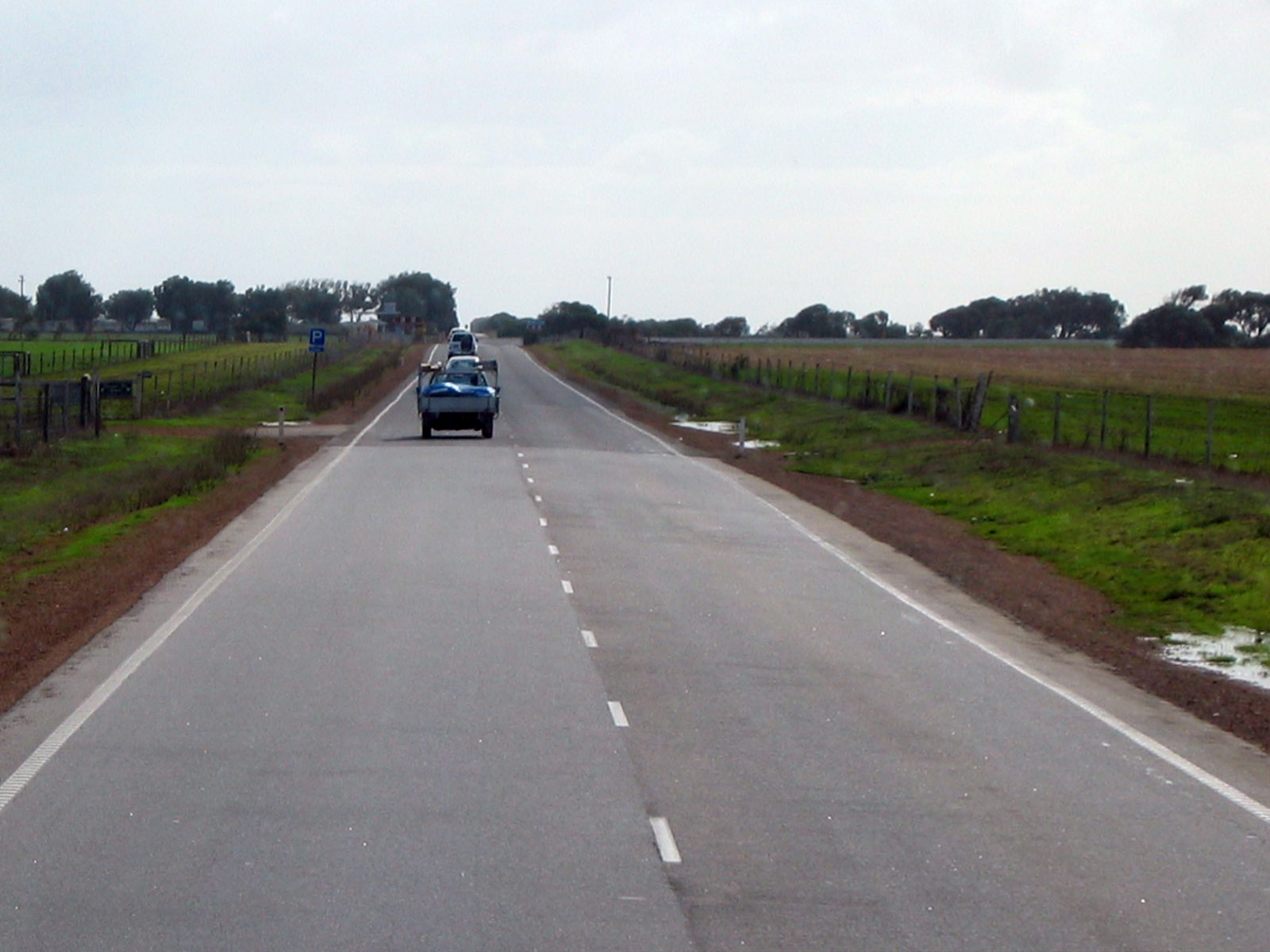
nabij Greenough
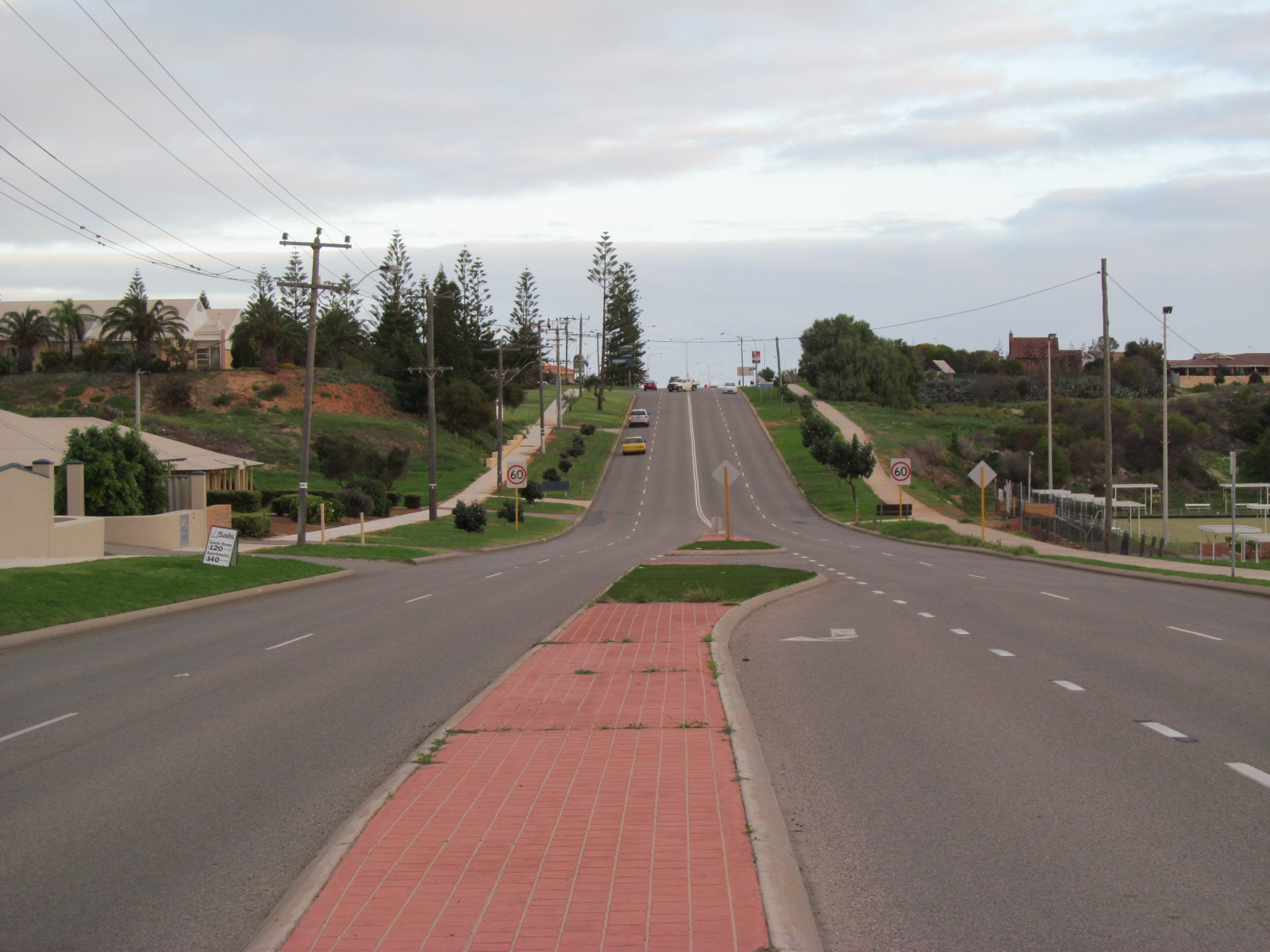
nabij Geraldton